# تپه آب دوغ
تپه آب دوغ در شهرستان الیگودرز، بخش بشارت، دهستان پیشکوه ذلقی، ۵۰۰ متری شرق روستای درکول واقع شده و این اثر در تاریخ ۱۸ اسفند ۱۳۸۷ با شمارهٔ ثبت ۲۵۲۶۶ به‌عنوان یکی از آثار ملی ایران به ثبت رسیده است.